# Alberto Rojas Martínez
Alberto Rojas Martínez. Su vida artística comienza a los 9 años en la EVA en la manifestación de música. Ha incursionado en la música campesina como repentista y tonadista también interpretando otros géneros como la canción ranchera, el bolero y la balada.
Ha participado en diferentes eventos y festivales entre otras actividades de tipo nacionales e internacionales como son festivales, talleres e intercambios recibiendo premios a su obra.
Activo participante en programas musicales de la radio y la televisión ha dejados sus huellas en emisoras de Radio como Radio Güines a partir de 1995 y en Radio Taíno y Radio Habana Cuba desde 1998.  Comienza su incursión en los medios televisivos en el año 1995 con su participación en un documental que trataba sobre Jesús Orta Ruíz, el Indio Naborí.
Desde el año 2000 momento en que cuenta con 15 años, es seleccionado para actuar dentro del elenco artístico de Palmas y Cañas donde participa sistemáticamente hasta la actualidad.